# Коваль, Иван Андреевич
Коваль Иван Андреевич (укр. Коваль Іван Андрійович; 1914 — 2007) — украинский советский учёный, специалист в области двигателестроения для сельскохозяйственной техники, Генеральный конструктор Головного специализированного конструкторского бюро по двигателям средней мощности (ГСКБД , г. Харьков), доктор технических наук, Герой Социалистического Труда, лауреат Ленинской премии, профессор.

## Биография

### Детство
Иван Андреевич Коваль родился  9 декабря 1914 года в семье рабочего.
После окончания семилетней школы поступил на моторостроительное отделение авиационного техникума г. Запорожья, техникум окончил с отличием.
Отец И. А. Коваля — Андрей Евсеевич работал на заводе, мать — Агафья Ивановна занималась домашним хозяйством.

### Трудовая деятельность
Иван Андреевич получил высшее образование, окончив в 1941 году Харьковский авиационный институт, факультет моторостроения.
Преддипломную практику И. А. Коваль проходил в опытно-конструкторском бюро авиамоторного завода им. Баранова г. Запорожья. Там его застала война.
С коллективом ОКБ и завода И. А. Коваль эвакуировался в г. Омск. Всю войну он работал на авиамоторном заводе, который обеспечивал фронт боевыми машинами. Учитывая его долгую, производственную практику, диплом об окончании института ему выдали без формальной защиты, и он продолжал работать в коллективе завода им. Баранова.
В 1950 году И. А. Коваль по приказу Министерства был переведён в г. Харьков в СКБ моторостроительного завода «Серп и Молот» и назначен руководителем конструкторской группы, которая занималась разработкой двигателей для сельхозмашин.

С 1952 по 1956 годы И. А. Коваль занимал должности заместителя начальника, начальника-главного конструктора СКБ по двигателям средней мощности завода «Серп и Молот». По его инициативе и при его непосредственном участии был создан первый в СССР комбайновый дизель — СМД-7. (СМД означает «Серп и Молот дизель»).
С 1956 по 1957 годы Коваль И. А. работал в должности заместителя главного конструктора Харьковского моторостроительного завода «Серп и Молот».
В 1957 году Коваль И. А. был назначен начальником-главным конструктором Государственного специального конструкторского бюро по двигателям (ГСКБД) Министерства тракторного и сельскохозяйственного машиностроения СССР. Под руководством И. А. Коваля в 1957 году коллективом ГСКБД впервые в СССР был разработан унифицированный лёгкий быстроходный вихрекамерный дизель СМД-14 для тракторов и комбайнов. На заводе «Серп и Молот» начался его серийный выпуск.
И. А. Коваль занимал эту должность до 1974 года. В эти годы коллективом, возглавляемым И. А. Ковалем, было разработано и создано семейство унифицированных дизелей СМД. Впервые в этих дизелях для повышения мощности был применён турбонаддув.
В 1964 году за участие в создании конструкции зерноуборочного комбайна «СК-4» и организации его массового производства на специализированных заводах Таганрогском комбайновом и «Ростсельмаш» Ковалю И. А. присуждена Ленинская премия.
С 1974 по 1987 годы И. А. Коваль работал в должности Генерального конструктора по двигателям средней мощности для тракторов, комбайнов и самоходных шасси-начальника Головного специализированного конструкторского бюро по двигателям средней мощности (ГСКБД) Министерства тракторного и сельскохозяйственного машиностроения СССР. ГСКБД занималось разработкой, доводкой конструкции дизелей марки СМД и обслуживанием их серийного производства в Харьковском моторостроительном производственном объединении «Серп и Молот» и на Харьковском заводе тракторных двигателей (ХЗТД).
Под руководством Коваля И. А. разработаны и успешно введены в эксплуатацию не имеющие аналогов в СССР мощные тракторные и комбайновые V-образные двигатели с газотурбинным наддувом — СМД-60. Впервые в отечественном моторостроении в дизелях была применена короткоходовая схема, благодаря чему существенно уменьшены их габаритные размеры, повышена надёжность и моторесурс. Производство дизелей СМД-60 и их модификаций было освоено на Харьковском заводе тракторных двигателей.
Начиная с 1982 года, коллектив ГСКБД, возглавляемый И. А. Ковалем, работал над созданием шестицилиндрового рядного дизеля СМД-31 для нового высокопроизводительного зерноуборочного комбайна «Дон». Эта работа была успешно завершена, и дизели СМД-31 с модификациями были введены в эксплуатацию.
Коллективом ГСКБД под руководством и при непосредственном участии И. А. Коваля с 1952 по 1982 годы спроектированы и внедрены в народное хозяйство страны следующие семейства дизелей для сельхозтехники:
| Марка дизеля                                   | Марка сельхозмашины                                                          |
| ---------------------------------------------- | ---------------------------------------------------------------------------- |
| СМД-7                                          | Зерноуборочный комбайн СК-3                                                  |
| СМД-12, −14, −14A, −15K, −15КФ                 | Тракторы и комбайны                                                          |
| СМД- 14НГ, СМД-15Н                             | Гусеничные тракторы ДТ-75В, ДТ-75К                                           |
| СМД-14БН, СМД-15БН                             | Лесохозяйственные тракторы ЛХТ-55, ТБ-1                                      |
| СМД-17                                         | Томатоуборочный комбайн КТУС-200                                             |
| СМД-17Н, СМД-18Н, СМД-18Н.02                   | Гусеничный трактор ДТ-75Н                                                    |
| СМД-17Н.03, СМД-18Н.03                         | Болотоходный трактор ДТ-75БВ                                                 |
| СМД-17Н.01, СМД-18Н.01, СМД-17Н.04, СМД-18Н.04 | Лесохозяйственные тракторы ТЛТ-100, Л XT-100, ЛХТ-100Б                       |
| СМД-19, СМД-20                                 | Зерноуборочные комбайны СК-5М «Нива» «Сибиряк»                               |
| СМД-21, СМД-22, СМД-22А                        | Зерноуборочные комбайны «Нива» и «Енисей»                                    |
| СМД-23, СМД-24                                 | Зерноуборочный комбайн «Дон −1200»                                           |
| СМД-23.01, СМД-24.01                           | Зерноуборочный комбайн «Енисей-1200»                                         |
| СМД-23.02, СМД-24.02                           | Корнеуборочные машины РКМ-4, РКМ-6, КС-6                                     |
| СМД-24.03                                      | Машина полевая универсальная МПУ-150                                         |
| СМД-31                                         | Зерноуборочные комбайны «Дон-1500»                                           |
| СМД-31.01                                      | Универсальное энергетическое средство «Полесье-250»                          |
| СМД-31А                                        | Зерноуборочный комбайн «Дон-1500»                                            |
| СМД-31Б.04                                     | Кормоуборочный комбайн «Дон-680»                                             |
| СМД-60, СМД-61                                 | Гусеничные тракторы Т-150, Т-153 и ле-сохозяйственный трактор Т-157          |
| СМД-62, СМД-63                                 | Колёсные тракторы Т-150К, Т-151К и промышленный трактор Т-158                |
| СМД-64, СМД-65                                 | Зерноуборочный комбайн СК-6 «Колос», машина для уборки корнеплодов МУК-1,8   |
| СМД-66                                         | Гусеничный трактор ДТ-175С                                                   |
| СМД-72, СМД-73                                 | Кормоуборочные комбайны КСК-100, КСГ-Ф-70 и кукурузоуборочный комбайн КСКУ-6 |

Иван Андреевич Коваль был выдающимся конструктором и учёным в области сельскохозяйственного двигателестроения, он внёс большой вклад в создание и освоение высокоэффективных тракторных и комбайновых двигателей, в индустриализацию сельскохозяйственного производства страны.
За большие заслуги в создании высокоэффективных тракторных и комбайновых двигателей Ковалю И. А. в 1982 году присвоено звание Героя Социалистического Труда с вручением ему ордена Ленина и золотой медали «Серп и Молот».

### Научная деятельность
Основное направление научных работ И.А Коваля — разработка и исследование быстроходных и унифицированных дизелей для сельхозтехники.
За научно-исследовательские работы по созданию быстроходных экономичных дизелей СМД для тракторов и комбайнов в 1976 году Ковалю Ивану Андреевичу была присуждена учёная степень доктора технических наук, а в 1979 года — научное звание «профессор».
В честь выпуска с конвейера Харьковского тракторного завода 100-тысячного трактора И. А. Коваль был награждён Почётной грамотой Президиума Верховного Совета УССР, а также получил звание «Заслуженный машиностроитель УССР».
И. А. Коваль — автор 56 изобретений и более 130 печатных трудов. Он был членом Специализированного учёного совета по защите докторских диссертаций по специальности «Двигатели и энергетические установки» в Харьковском институте инженеров железнодорожного транспорта, членом Научного совета по проблемам двигателестроения Государственного комитета по науке и технике Совета Министров СССР.

## Награды и премии
За плодотворную и успешную деятельность в области создания новых образцов двигателей для сельхозтехники Коваль И. А. был награждён правительственными наградами:
- Ленинская премия (1964)
- Орден Трудового Красного Знамени (1966)
- Орден Трудового Красного Знамени (1971)
- Орден Трудового Красного Знамени (1976)
- Звание Героя Социалистического Труда (1982)
  - Орден Ленина
  - Золотая Звезда «Серп и Молот»